# Anahí (album)
Anahí è il primo album della cantante messicana Anahí, pubblicato dalla Discos América nel 1992, quando l'artista aveva ancora 10 anni.

## Tracce
1. El Ratón Pérez – 2:17
2. Apaguen El Despertador – 2:31
3. No Le Tengo Miedo Al Doctor – 2:14
4. Pastel De Chocolate – 1:57
5. Somos Amigos – 3:27
6. El Blues De La Paleta – 2:10
7. Hay Un Chico Que Me Gusta – 2:36
8. El Twist De Mi Hermano – 2:27
9. Los Dos Al Agua – 2:20
10. Un Casamiento En El Zoologico – 2:45
11. A Bailar La Conga – 3:33
12. Te Doy Un Besito – 1:10